# Circumducció

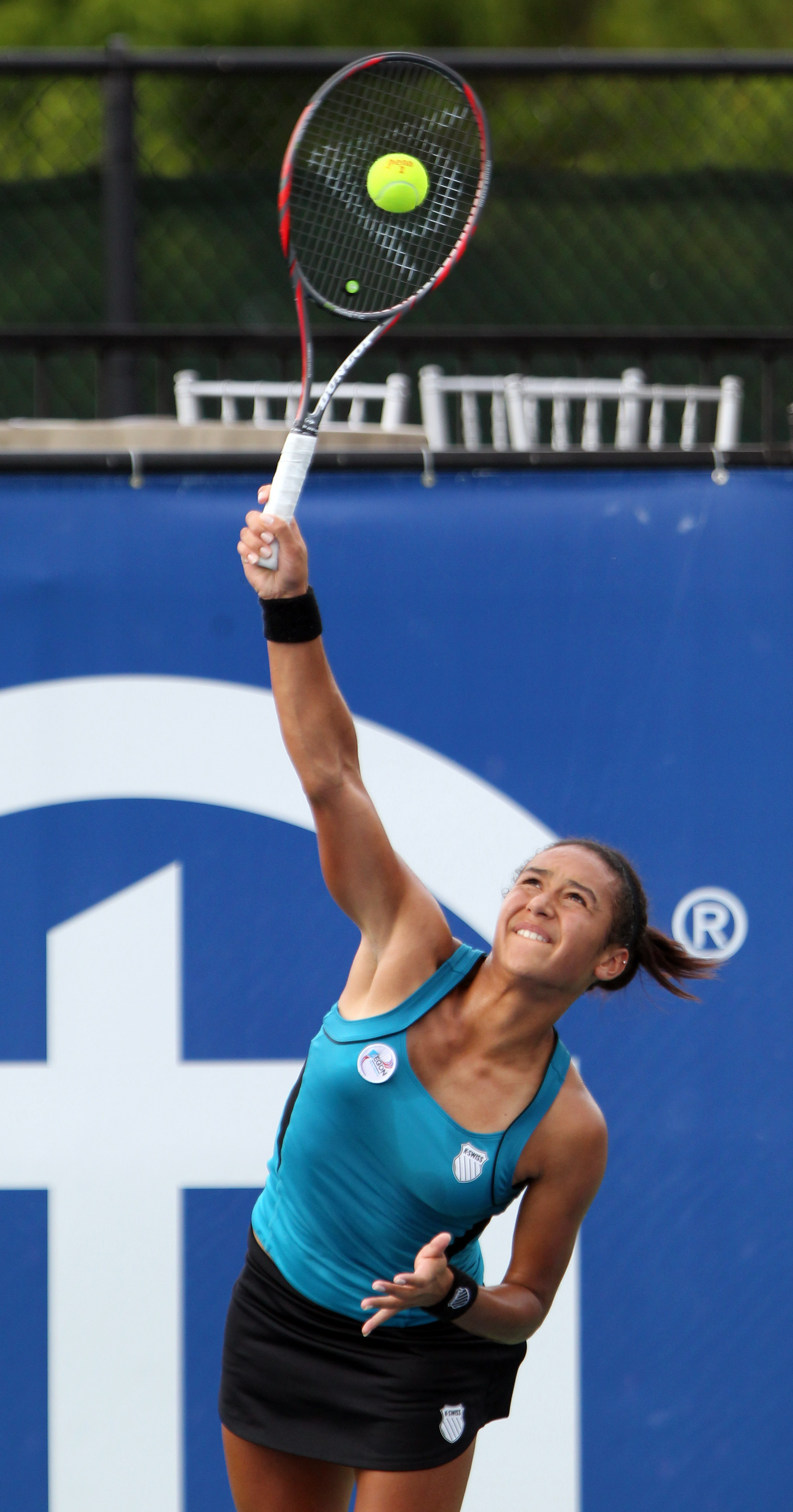
L’acció de balanceig que es fa durant el servei en el tennis és un exemple de circumducció.

La circumducció és un moviment articular circular que combina adducció, abducció, flexió i extensió. El seu resultat és una trajectòria cònicament circular, amb el vèrtex a l’articulació i la base descrita per l’extrem distal del membre (el més allunyat del cos). D'aquesta manera, el sector del cos que es mou aconsegueix dibuixar la figura d'un con. Aquest moviment només és possible en certes articulacions amb gran amplitud, com l’espatlla (glenohumeral) o el maluc (coxofemoral). A l’espatlla, la circumducció permet traçar cercles amb el braç. Al maluc, el membre inferior descriu un con irregular a causa de les diferències d’amplitud segons la direcció del moviment.